# ایتیری
ایتیری (به ایتالیایی: Ittiri) یک کومونه در ایتالیا است که در استان ساساری واقع شده‌است.

## خصوصیات
ایتیری ۱۱۱٫۶ کیلومترمربع مساحت و ۸٬۹۲۸ نفر جمعیت دارد و ۴۰۰ متر بالاتر از سطح دریا واقع شده‌است.